# Motorrad-Weltmeisterschaft 1949
Die Motorrad-WM-Saison 1949 war die erste in der Geschichte der FIM-Motorrad-Straßenweltmeisterschaft.
In der Klasse bis 500 cm³ wurden sechs, in der Klasse bis 350 cm³ fünf, in der Klasse bis 250 cm³ vier und in der Klasse bis 125 cm³ sowie bei den Gespannen drei Rennen ausgetragen.

## Punkteverteilung
| Platz  | 1  | 2 | 3 | 4 | 5 |
| Punkte | 10 | 8 | 7 | 6 | 5 |

In die Wertung kamen die drei besten erzielten Resultate, zusätzlich wurde für jede schnellste Rennrunde ein WM-Punkt vergeben.

## 500-cm³-Klasse

### Rennergebnisse
|   | Datum  | Rennen              | Strecke           | Platz 1        | Platz 2          | Platz 3           | Schn. Rennrunde  |
| - | ------ | ------------------- | ----------------- | -------------- | ---------------- | ----------------- | ---------------- |
| 1 | 17.06. | 31. Isle of Man TT  | Mountain Course   | Harold Daniell | Johnny Lockett   | Ernie Lyons       | Leslie Graham    |
| 2 | 03.07. | 19. GP der Schweiz  | Bremgarten        | Leslie Graham  | Arciso Artesiani | Harold Daniell    | Leslie Graham    |
| 3 | 09.07. | 19. Dutch TT        | Assen             | Nello Pagani   | Leslie Graham    | Arciso Artesiani  | Nello Pagani     |
| 4 | 17.07. | 22. GP von Belgien  | Spa-Francorchamps | William Doran  | Arciso Artesiani | Enrico Lorenzetti | Arciso Artesiani |
| 5 | 20.08. | 21. Ulster GP       | Clady             | Leslie Graham  | Artie Bell       | Nello Pagani      | Leslie Graham    |
| 6 | 04.09. | 27. GP der Nationen | Monza             | Nello Pagani   | Arciso Artesiani | William Doran     | Nello Pagani     |

### Rennberichte

#### Isle of Man TT
| Platz | Fahrer         | Motorrad  | Zeit         |
| ----- | -------------- | --------- | ------------ |
| 1     | Harold Daniell | Norton    | 3:02:18,6 h  |
| 2     | Johnny Lockett | Norton    | + 1:33,8 min |
| 3     | Ernie Lyons    | Velocette | + 3:03,4 min |
| 4     | Artie Bell     | Norton    | + 6:44,4 min |
| 5     | Syd Jensen     | Triumph   | + 8:14,4 min |
| SR    | Leslie Graham  | A.J.S.    | 25:31,0 min  |

Die 31. Isle of Man TT fand am 17. Juni 1949 statt und ging über eine Distanz von 7 Runden à 60,721 km, was einer Gesamtdistanz von 425,047 km entspricht.

#### Großer Preis der Schweiz
| Platz | Fahrer           | Motorrad  | Zeit         |
| ----- | ---------------- | --------- | ------------ |
| 1     | Leslie Graham    | A.J.S.    | 1:26:14,9 h  |
| 2     | Arciso Artesiani | Gilera    | + 1:21,9 min |
| 3     | Harold Daniell   | Norton    | + 1:32,0 min |
| 4     | Nello Pagani     | Gilera    | + 2:15,0 min |
| 5     | Freddie Frith    | Velocette | + 1 Runde    |
| SR    | Leslie Graham    | A.J.S.    | 3:00,8 min   |

Der 19. Große Preis der Schweiz fand am 3. Juli 1949 statt und ging über eine Distanz von 28 Runden à 7,280 km, was einer Gesamtdistanz von 203,840 km entspricht.

#### Dutch TT
| Platz | Fahrer           | Motorrad | Zeit         |
| ----- | ---------------- | -------- | ------------ |
| 1     | Nello Pagani     | Gilera   | 1:47:42,7 h  |
| 2     | Leslie Graham    | A.J.S.   | + 3,1 s      |
| 3     | Arciso Artesiani | Gilera   | + 53,9 s     |
| 4     | Artie Bell       | Norton   | + 2:28,7 min |
| 5     | Johnny Lockett   | Norton   | + 4:37,9 min |
| SR    | Nello Pagani     | Gilera   | 6:34,5 min   |

Die 19. Dutch TT fand am 9. Juli 1949 statt und ging über eine Distanz von 16 Runden à 16,536 km, was einer Gesamtdistanz von 264,576 km entspricht.

#### Großer Preis von Belgien
| Platz | Fahrer            | Motorrad   | Zeit         |
| ----- | ----------------- | ---------- | ------------ |
| 1     | William Doran     | A.J.S.     | 1:19:56,0 h  |
| 2     | Arciso Artesiani  | Gilera     | + 0,2 s      |
| 3     | Enrico Lorenzetti | Moto Guzzi | + 1,3 s      |
| 4     | Artie Bell        | Norton     | + 50,0 s     |
| 5     | Nello Pagani      | Gilera     | + 1:08,0 min |
| SR    | Arciso Artesiani  | Gilera     | 5:36,7 min   |

Der 22. Große Preis von Belgien fand am 17. Juli 1949 statt und ging über eine Distanz von 14 Runden à 14,500 km, was einer Gesamtdistanz von 203,000 km entspricht.

#### Ulster Grand Prix
| Platz | Fahrer        | Motorrad | Zeit         |
| ----- | ------------- | -------- | ------------ |
| 1     | Leslie Graham | A.J.S.   | 2:34:05,4 h  |
| 2     | Artie Bell    | Norton   | + 1:39,0 min |
| 3     | Nello Pagani  | Gilera   | + 1:48,6 min |
| 4     | William Doran | A.J.S.   | + 1:58,6 min |
| 5     | Jock West     | A.J.S.   | + 2:56,1 min |
| SR    | Leslie Graham | A.J.S.   | 10:06,0 min  |

Der 21. Ulster Grand Prix fand am 20. August 1949 statt und ging über eine Distanz von 15 Runden à 26,554 km, was einer Gesamtdistanz von 398,310 km entspricht.

#### Großer Preis der Nationen
| Platz | Fahrer            | Motorrad   | Zeit        |
| ----- | ----------------- | ---------- | ----------- |
| 1     | Nello Pagani      | Gilera     | 1:16:36,8 h |
| 2     | Arciso Artesiani  | Gilera     | + 0,8 s     |
| 3     | William Doran     | A.J.S.     | + 15,8 s    |
| 4     | Guido Leoni       | Moto Guzzi | + 18,2 s    |
| 5     | Bruno Bertacchini | Moto Guzzi | + 31,2 s    |
| SR    | Nello Pagani      | Gilera     | 2:19,2 min  |

Der 27. Große Preis der Nationen fand am 4. September 1949 statt und ging über eine Distanz von 32 Runden à 6,300 km, was einer Gesamtdistanz von 201,600 km entspricht.

### Fahrerwertung
| 1 | Leslie Graham    | A.J.S. | 30 (31) |
| 2 | Nello Pagani     | Gilera | 29 (40) |
| 3 | Arciso Artesiani | Gilera | 25 (32) |
| 4 | William Doran    | A.J.S. | 23      |
| 5 | Artie Bell       | Norton | 20 (26) |
| 6 | Harold Daniell   | Norton | 17      |
| 7 | Johnny Lockett   | Norton | 13      |

| 8  | Enrico Lorenzetti | Moto Guzzi | 7 |
|    | Ernie Lyons       | Velocette  | 7 |
| 10 | Guido Leoni       | Moto Guzzi | 6 |
| 11 | Bruno Bertacchini | Moto Guzzi | 5 |
|    | Freddie Frith     | Velocette  | 5 |
|    | Syd Jensen        | Triumph    | 5 |
|    | Jock West         | A.J.S.     | 5 |

(Punkte in Klammern inklusive Streichresultate)

### Konstrukteurswertung
| 1 | A.J.S.     | 32 (48) |
| 2 | Gilera     | 31 (46) |
| 3 | Norton     | 25 (37) |
| 4 | Velocette  | 12      |
| 5 | Moto Guzzi | 6       |
| 6 | Triumph    | 5       |

(Punkte in Klammern inklusive Streichresultate)

## 350-cm³-Klasse

### Rennergebnisse
|   | Datum  | Rennen             | Strecke           | Platz 1       | Platz 2       | Platz 3        | Schn. Rennrunde              |
| - | ------ | ------------------ | ----------------- | ------------- | ------------- | -------------- | ---------------------------- |
| 1 | 12.06. | 31. Isle of Man TT | Mountain Course   | Freddie Frith | Ernie Lyons   | Artie Bell     | Freddie Frith                |
| 2 | 03.07. | 19. GP der Schweiz | Bremgarten        | Freddie Frith | Leslie Graham | William Doran  | Freddie Frith                |
| 3 | 09.07. | 19. Dutch TT       | Assen             | Freddie Frith | Bob Foster    | Johnny Lockett | Freddie Frith                |
| 4 | 17.07. | 22. GP von Belgien | Spa-Francorchamps | Freddie Frith | Bob Foster    | Johnny Lockett | Freddie Frith und Bob Foster |
| 5 | 20.08. | 21. Ulster GP      | Clady             | Freddie Frith | Charlie Salt  | Reg Armstrong  | Freddie Frith                |

### Fahrerwertung
| 1 | Freddie Frith   | Velocette | 33 (54,5) |
| 2 | Reg Armstrong   | A.J.S.    | 18        |
| 3 | Bob Foster      | Velocette | 16,5      |
| 4 | Eric McPherson  | A.J.S.    | 16        |
| 5 | Johnny Lockett  | Norton    | 14        |
| 6 | David Whitworth | Velocette | 12        |
| 7 | Leslie Graham   | A.J.S.    | 8         |

|    | Ernie Lyons    | Velocette | 8 |
|    | Charlie Salt   | Velocette | 8 |
| 10 | William Doran  | A.J.S.    | 7 |
|    | Artie Bell     | Norton    | 7 |
| 12 | Harold Daniell | Norton    | 6 |
| 13 | Tommy Wood     | Velocette | 5 |
|    | Frank Fry      | Velocette | 5 |

(Punkte in Klammern inklusive Streichresultate)

### Konstrukteurswertung
| 1 | Velocette | 33 (55) |
| 2 | A.J.S.    | 30      |
| 3 | Norton    | 21      |

(Punkte in Klammern inklusive Streichresultate)

## 250-cm³-Klasse

### Rennergebnisse
|   | Datum  | Rennen              | Strecke         | Platz 1            | Platz 2         | Platz 3         | Schn. Rennrunde |
| - | ------ | ------------------- | --------------- | ------------------ | --------------- | --------------- | --------------- |
| 1 | 17.06. | 31. Isle of Man TT  | Mountain Course | Manliff Barrington | Tommy Wood      | Roland Pike     | Tommy Wood      |
| 2 | 03.07. | 19. GP der Schweiz  | Bremgarten      | Bruno Ruffo        | Dario Ambrosini | Fergus Anderson | Fergus Anderson |
| 3 | 20.08. | 21. Ulster GP       | Clady           | Maurice Cann       | Bruno Ruffo     | Ronald Mead     | Maurice Cann    |
| 4 | 04.09. | 27. GP der Nationen | Monza           | Dario Ambrosini    | Gianni Leoni    | Umberto Masetti | Dario Ambrosini |

### Fahrerwertung
| 1 | Bruno Ruffo        | Moto Guzzi | 24 |
| 2 | Dario Ambrosini    | Benelli    | 19 |
| 3 | Ronald Mead        | Norton     | 13 |
| 4 | Maurice Cann       | Moto Guzzi | 11 |
| 5 | Claudio Mastellari | Moto Guzzi | 11 |
| 6 | Manliff Barrington | Moto Guzzi | 10 |
| 7 | Tommy Wood         | Moto Guzzi | 9  |
| 8 | Fergus Anderson    | Moto Guzzi | 8  |

|    | Gianni Leoni     | Moto Guzzi | 8 |
| 10 | Umberto Masetti  | Benelli    | 7 |
|    | Roland Pike      | Rudge      | 7 |
| 12 | George A. Reeve  | Rudge      | 6 |
| 13 | Doug Beasley     | Excelsior  | 5 |
|    | Benoît Musy      | Moto Guzzi | 5 |
| 15 | Sven A. Sørensen | Excelsior  | 5 |

### Konstrukteurswertung
| 1 | Moto Guzzi | 33 (41) |
| 2 | Benelli    | 19      |
| 3 | Rudge      | 13      |
|   | Norton     | 13      |
| 5 | Excelsior  | 10      |

## 125-cm³-Klasse

### Rennergebnisse
|   | Datum  | Rennen              | Strecke    | Platz 1      | Platz 2          | Platz 3           | Schn. Rennrunde |
| - | ------ | ------------------- | ---------- | ------------ | ---------------- | ----------------- | --------------- |
| 1 | 03.07. | 19. GP der Schweiz  | Bremgarten | Nello Pagani | Renato Magi      | Celeste Cavaciuti | Nello Pagani    |
| 2 | 09.07. | 19. Dutch TT        | Assen      | Nello Pagani | Oscar Clemencigh | Carlo Ubbiali     | Nello Pagani    |
| 3 | 04.09. | 27. GP der Nationen | Monza      | Gianni Leoni | Umberto Masetti  | Umberto Braga     | Gianni Leoni    |

### Fahrerwertung
| 1 | Nello Pagani    | F.B Mondial | 27 |
| 2 | Renato Magi     | Morini      | 14 |
| 3 | Umberto Masetti | Morini      | 13 |
|   | Carlo Ubbiali   | MV Agusta   | 13 |
| 5 | Gianni Leoni    | F.B Mondial | 11 |

| 6  | Oscar Clemencigh  | F.B Mondial | 8 |
| 7  | Umberto Braga     | F.B Mondial | 7 |
|    | Celeste Cavaciuti | F.B Mondial | 7 |
| 9  | Franco Bertoni    | MV Agusta   | 6 |
| 10 | Giuseppe Matucci  | MV Agusta   | 5 |

### Konstrukteurswertung
| 1 | F.B Mondial | 33 |
| 2 | Morini      | 16 |
| 3 | MV Agusta   | 13 |

## Gespanne (600 cm³)

### Rennergebnisse
|   | Datum  | Rennen              | Strecke           | Platz 1                           | Platz 2                              | Platz 3                           | Schn. Rennrunde                   |
| - | ------ | ------------------- | ----------------- | --------------------------------- | ------------------------------------ | --------------------------------- | --------------------------------- |
| 1 | 03.07. | 19. GP der Schweiz  | Bremgarten        | Eric Oliver / Denis Jenkinson     | Ercole Frigerio / Lorenzo Dobelli    | Hans Haldemann / Herbert Läderach | Eric Oliver / Denis Jenkinson     |
| 2 | 17.07. | 22. GP von Belgien  | Spa-Francorchamps | Eric Oliver / Denis Jenkinson     | Frans Vanderschrick / Martin Whitney | Ernesto Merlo / Aldo Veglio       | Hans Haldemann / Herbert Läderach |
| 3 | 04.09. | 27. GP der Nationen | Monza             | Ercole Frigerio / Lorenzo Dobelli | Frans Vanderschrick / Martin Whitney | Albino Milani / Ezio Ricotti      | Eric Oliver / Denis Jenkinson     |

### Fahrerwertung
| 1 | Eric Oliver         | Denis Jenkinson  | Norton | 28 |
| 2 | Ercole Frigerio     | Lorenzo Dobelli  | Gilera | 18 |
| 3 | Frans Vanderschrick | Martin Whitney   | Norton | 16 |
| 4 | Ernesto Merlo       | Aldo Veglio      | Gilera | 13 |
| 5 | Albino Milani       | Ezio Ricotti     | Gilera | 12 |
| 6 | Hans Haldemann      | Herbert Läderach | Norton | 7  |
| 7 | Jakob Keller        | Ernst Brutschi   | Gilera | 6  |
|   | Roland Benz         | Max Hirzel       | BMW    | 6  |
| 9 | Pip Harris          | Neil Smith       | Norton | 5  |

### Konstrukteurswertung
| 1 | Norton | 31 |
| 2 | Gilera | 25 |
| 3 | BMW    | 6  |